# Bogo Leskovic
Bogo Leskovic (født 29. november 1909 i Wien, Østrig - død 22. oktober 1995 i Ljubljana, Slovenien) var en slovensk komponist, dirigent og cellist.
Leskovich blev født i Wien af slovenske forældre. Han studerede cello og komposition på Musikkonservatoriet i Wien, og senere direktion hos Joseph Krips. Han har skrevet en symfoni, orkesterværker, kammermusik, vokalmusik etc.
Leskovic dirigerede symfoniorkestre i Holland, Frankrig, Rusland og Tyskland, især opera og orkester opførsler.

## Udvalgte værker
- Symfoni (I en sats) "Domovina" (Fædrelandet) (1940) - for stort orkester